# 克里斯蒂安·索魯姆
克里斯蒂安·桑德利·索魯姆（挪威語：Christian Sandlie Sørum，1995年12月3日—）是挪威沙灘排球運動員。他和安德斯·莫爾搭檔，在2020年夏季奧林匹克運動會得金牌。
他和安德斯·莫爾搭檔，在2019年世界沙灘排球錦標賽得銅牌。

## 沙灘生涯
2020年夏季奧林匹克運動會，他和安德斯·莫爾搭檔在金牌戰打敗俄羅斯的维亚切斯拉夫·克拉西利尼科夫和奥列格·斯托亚诺夫斯基，奪得金牌 。
他們在2021年歐洲沙灘排球錦標賽奪得金牌，成為歐洲沙灘排球錦標賽首對完成四連霸的搭檔。

## 外部連結
- 克里斯蒂安·索魯姆在FIVB沙灘排球運動員數據庫
- 克里斯蒂安·索魯姆在沙灘排球數據庫
- Christian Sorum athlete profile at redbull.com （页面存档备份，存于）
- Christian Sorum profile at FIVB （页面存档备份，存于）
- Christian Sorum profile in the Beach Volleyball Database （页面存档备份，存于）
- CEV profile Halle （页面存档备份，存于）